# Racek mormonský
Racek mormonský (Larus californicus) je středně velkým severoamerickým druhem racka ze skupiny „velkých bělohlavých racků“.

## Popis
Dospělí ptáci se poněkud podobají racku delawarskému; mají bílou hlavu, tělo a ocas, šedý hřbet, šedá křídla s černými špičkami a bílými skvrnami u špičky krajních dvou letek. Nohy jsou žluté až zelenavé, zobák je čtyřbarevný – žlutý s černou a červenou skvrnou u špičky a bělavým konečkem. V zimě je hlava a krk tmavě proužkovaná. Mladí ptáci jsou celkově hnědavě zbarvení.

## Výskyt
Racek mormonský hnízdí ve vnitrozemí jihozápadní Kanady a severozápadních Spojených států. Na zimu táhne k tichooceánskému pobřeží, kde se rozptyluje od jižní Kanady po severní Mexiko, část ptáků zůstává ve vnitrozemí. Zatoulaní ptáci byli zjištěni až na atlantském pobřeží, Aljašce, Havaji a v Japonsku.

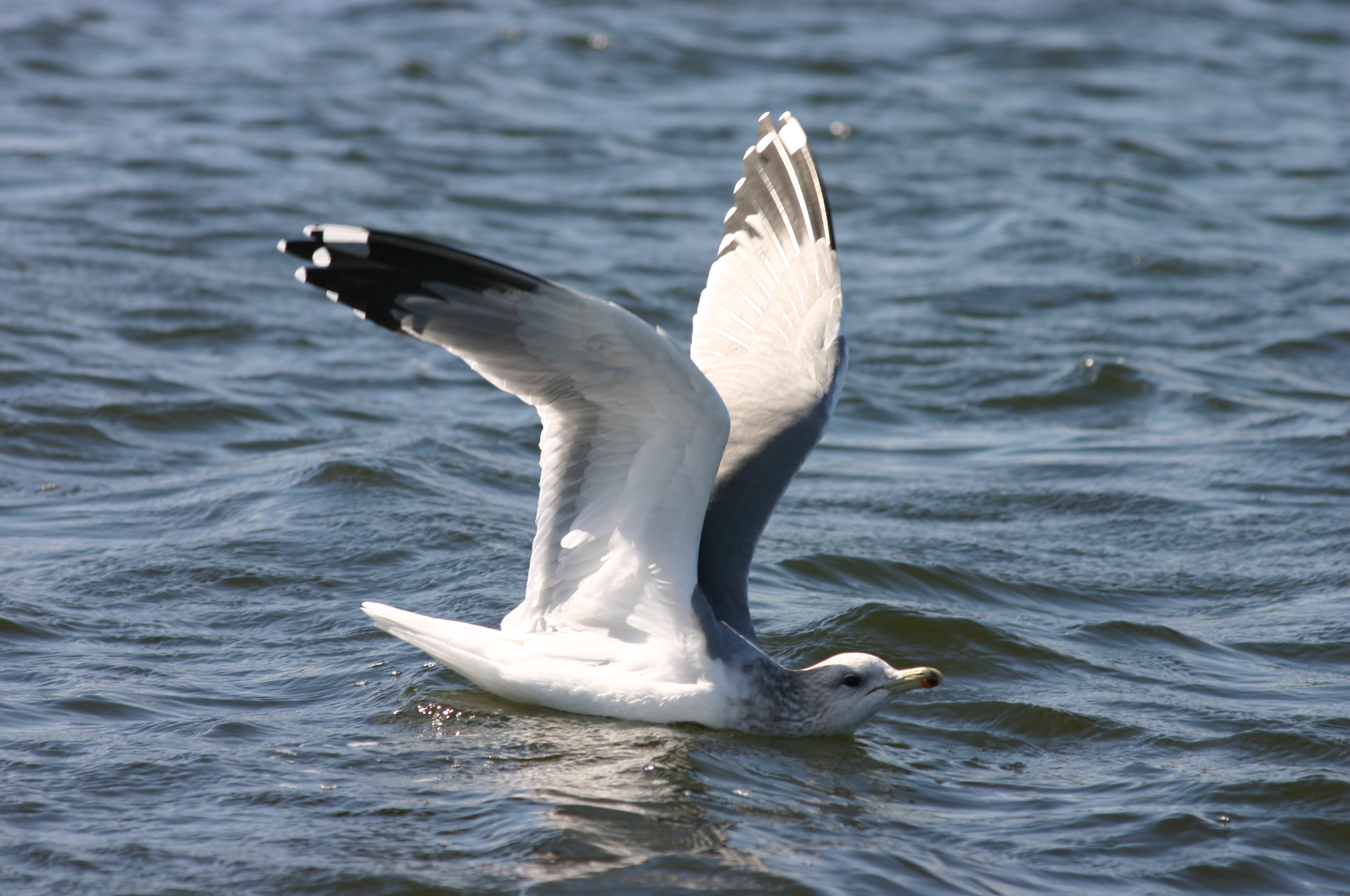
Pták v prostém šatu s viditelnou kresbou křídel
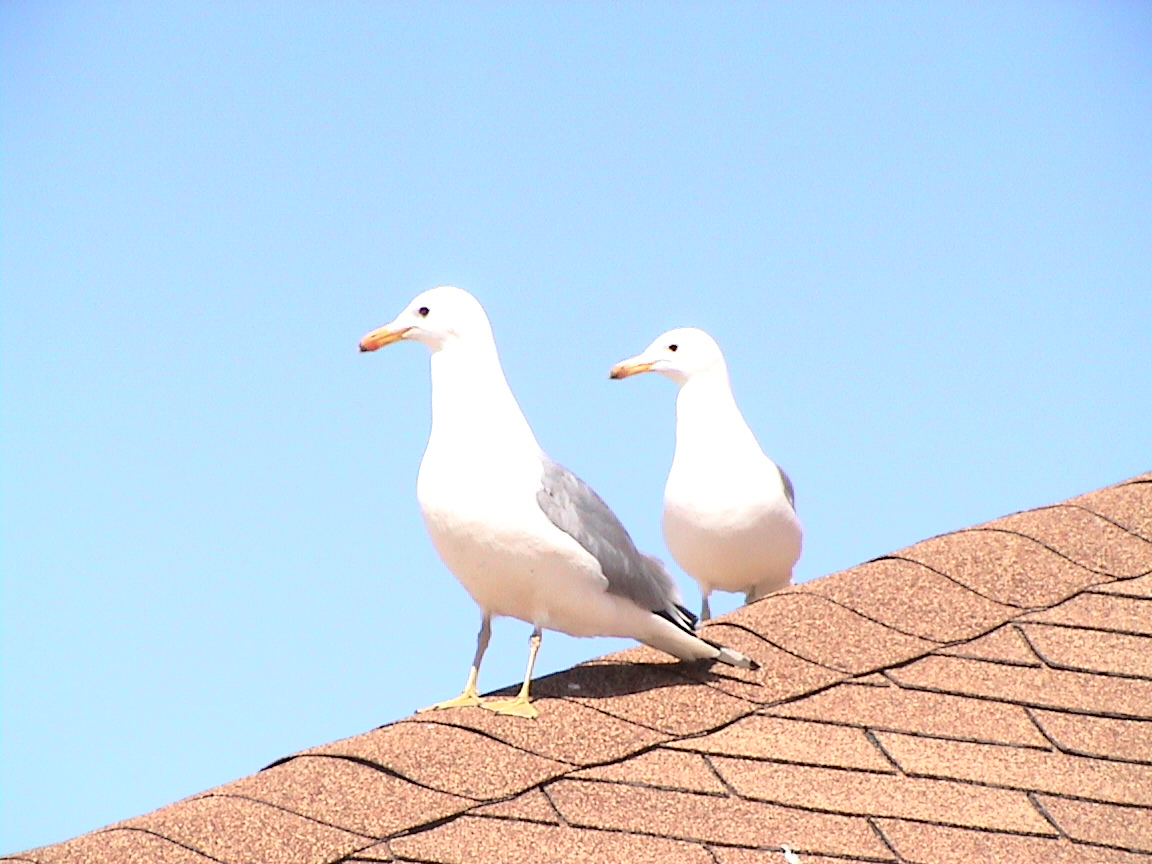
Ptáci ve svatebním šatu
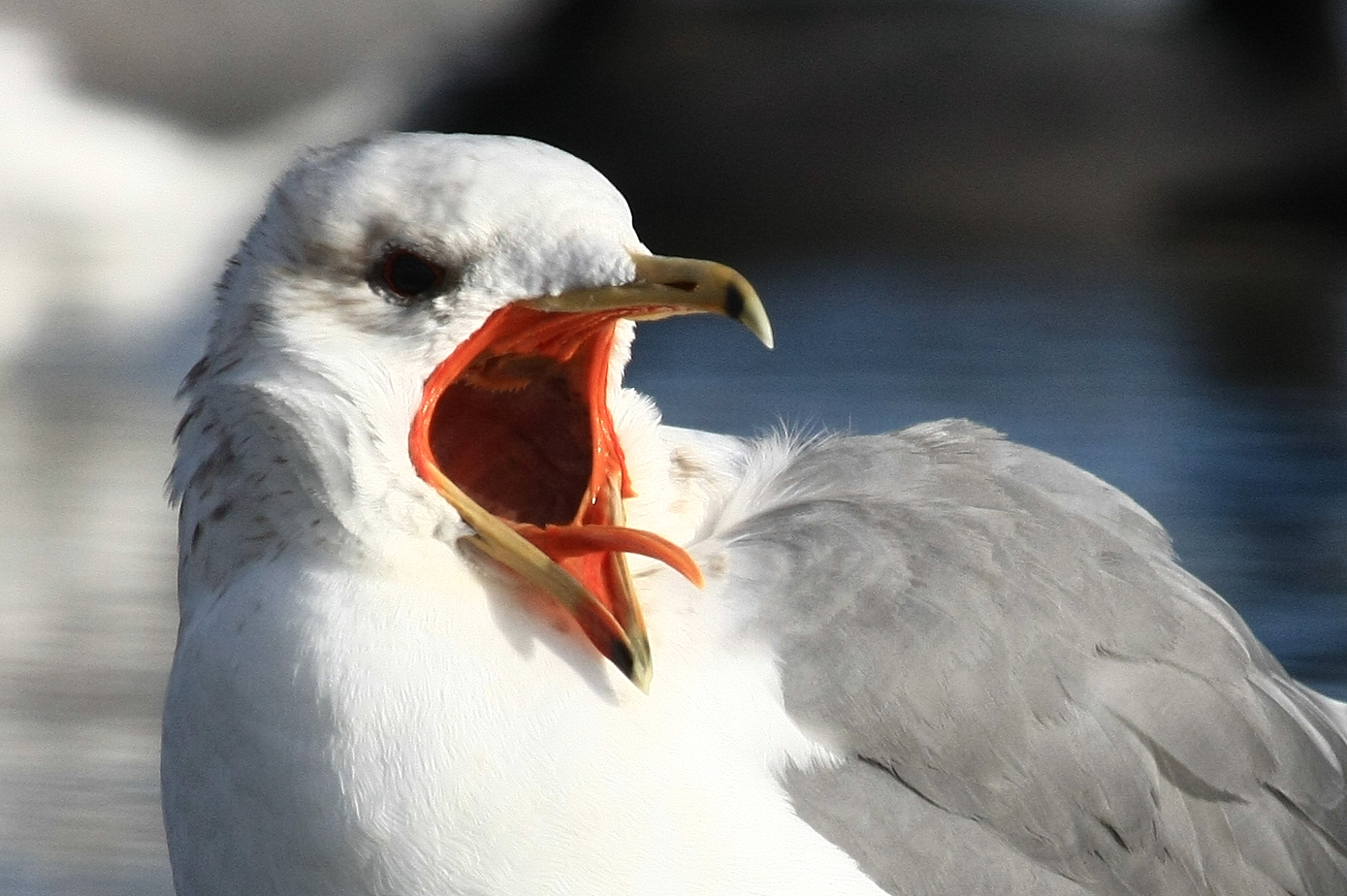
Dospělý pták, detail hlavy